# 1801 aux États-Unis
Pour des articles plus généraux, voir Chronologie des États-Unis et 1801.
Chronologie des États-Unis
- 1797
- 1798
- 1799
- 1800
- 1801
- 1802
- 1803
- 1804
- 1805

Cette page concerne des événements d'actualité qui se sont produits durant l'année 1801 du calendrier grégorien aux États-Unis.

## Gouvernement
- Président : John Adams (Fédéraliste) puis Thomas Jefferson (Républicain-Démocrate) à partir du 4 mars..
- Vice-président : Thomas Jefferson (Républicain-Démocrate) puis Aaron Burr (Républicain-Démocrate) à partir du 4 mars.
- Secrétaire d'État : Timothy Pickering, puis Secrétaire d'État intérimaire : Levi Lincoln à partir du 5 mars, puis Secrétaire d'État : James Madison à partir du 2 mai.
- Chambre des représentants - Président : Theodore Sedgwick (Fédéraliste) puis Nathaniel Macon (Républicain-Démocrate) à partir du 7 décembre.

## Événements

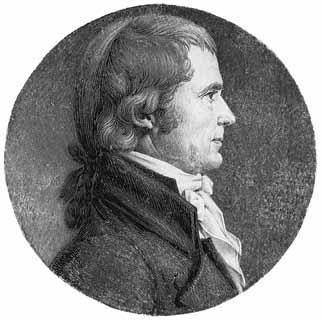
John Marshall

- 4 février : John Marshall est nommé président de la Cour suprême des États-Unis, il a exercé cette fonction du 4 février 1801 jusqu'à sa mort le 6 juillet 1835. Ses trois décennies passées à la Cour suprême marqueront considérablement le système législatif américain.
- 17 février : à la suite d'un démêlé électoral, le républicain démocrate Thomas Jefferson est élu président des États-Unis après avoir battu le fédéraliste John Adams (vice-président, son opposant Aaron Burr)[1]. Fin de mandat en 1809.
- 19 février : restitution de la partie occidentale de la Louisiane à la France par l’Espagne, en application des clauses secrètes du traité de San Ildefonso[2].
- 27 février : Washington, D.C. est placé sous la juridiction du Congrès des États-Unis.
- 4 mars : cérémonie d'investiture à Washington D.C. du troisième président des États-Unis, Thomas Jefferson.
- 10 mai : début de la guerre de Tripoli[3]. À la suite du traité de Tripoli, du traité de paix et d'amitié avec le bey Alger et de celui avec le bey de Tunis, les États-Unis refusent de payer un tribut pour le passage de leurs navires. Le Dey de Tripoli incite alors ses alliés de Tunis et d'Alger à déclarer la guerre aux jeunes États-Unis.
- 10 mai : le pacha de Tripoli, Youssouf Karamanli fait scier le mât du drapeau qui flottait sur le consulat des États-Unis, formalisant sa déclaration de guerre[3].
- 1er août : premier combat naval de Tripoli La Goélette USS Entreprise met en défaite le bateau corsaire de 14 canons  nommé Tripoli  venant de Tripoli après une bataille féroce mais unilatérale. L'USS Entreprise capture le Tripoli

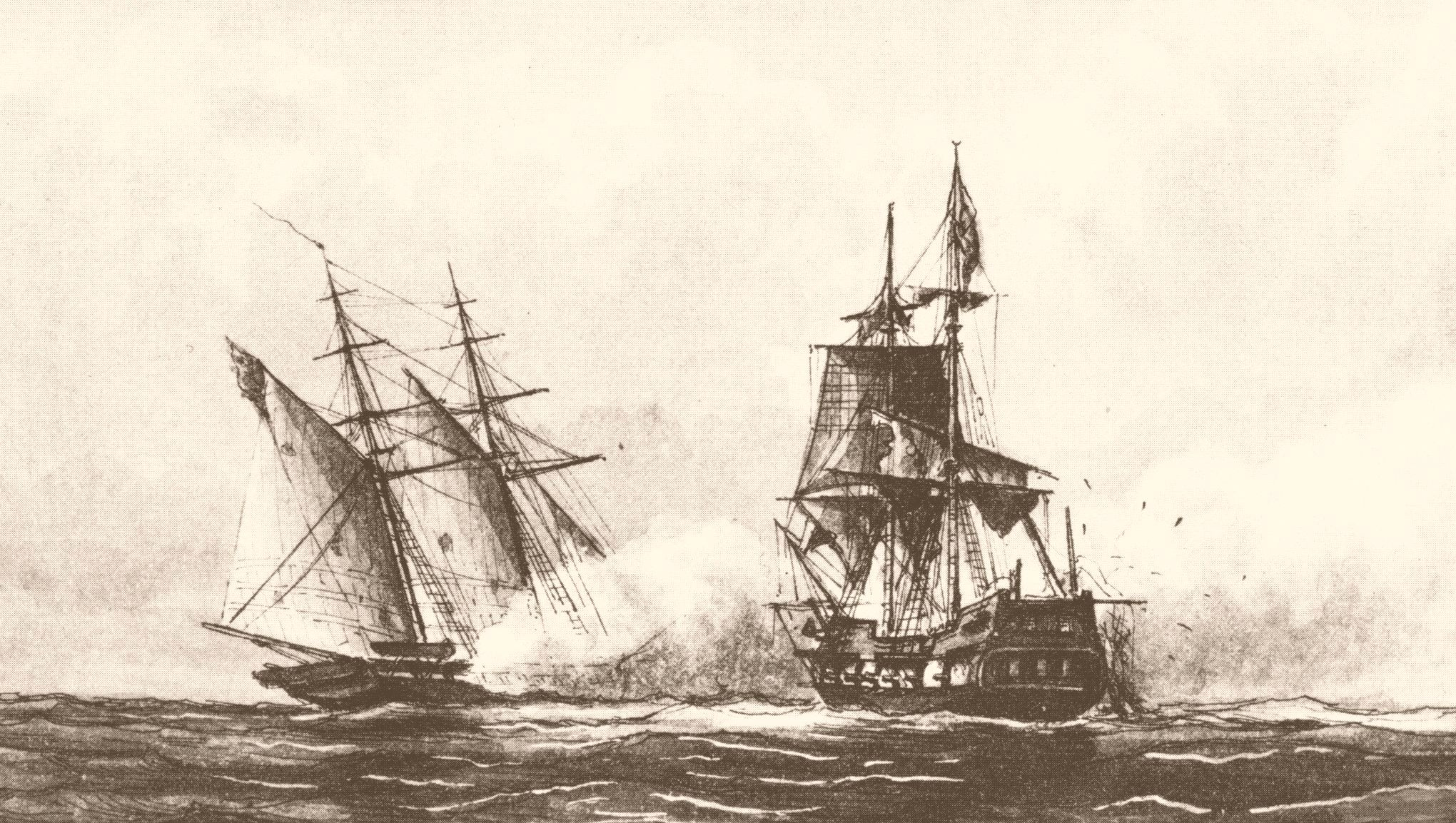
LUSS Entreprise capture le Tripoli

- 12 septembre : l'inventeur américain Robert Fulton fait la démonstration de son sous-marin à trois passagers le Nautilus entre Le Havre et le Cap de la Hague, une distance de 110 km franchie en cinq jours[4]. Reproduction du Nautilus à la Cité de la Mer de Cherbourg

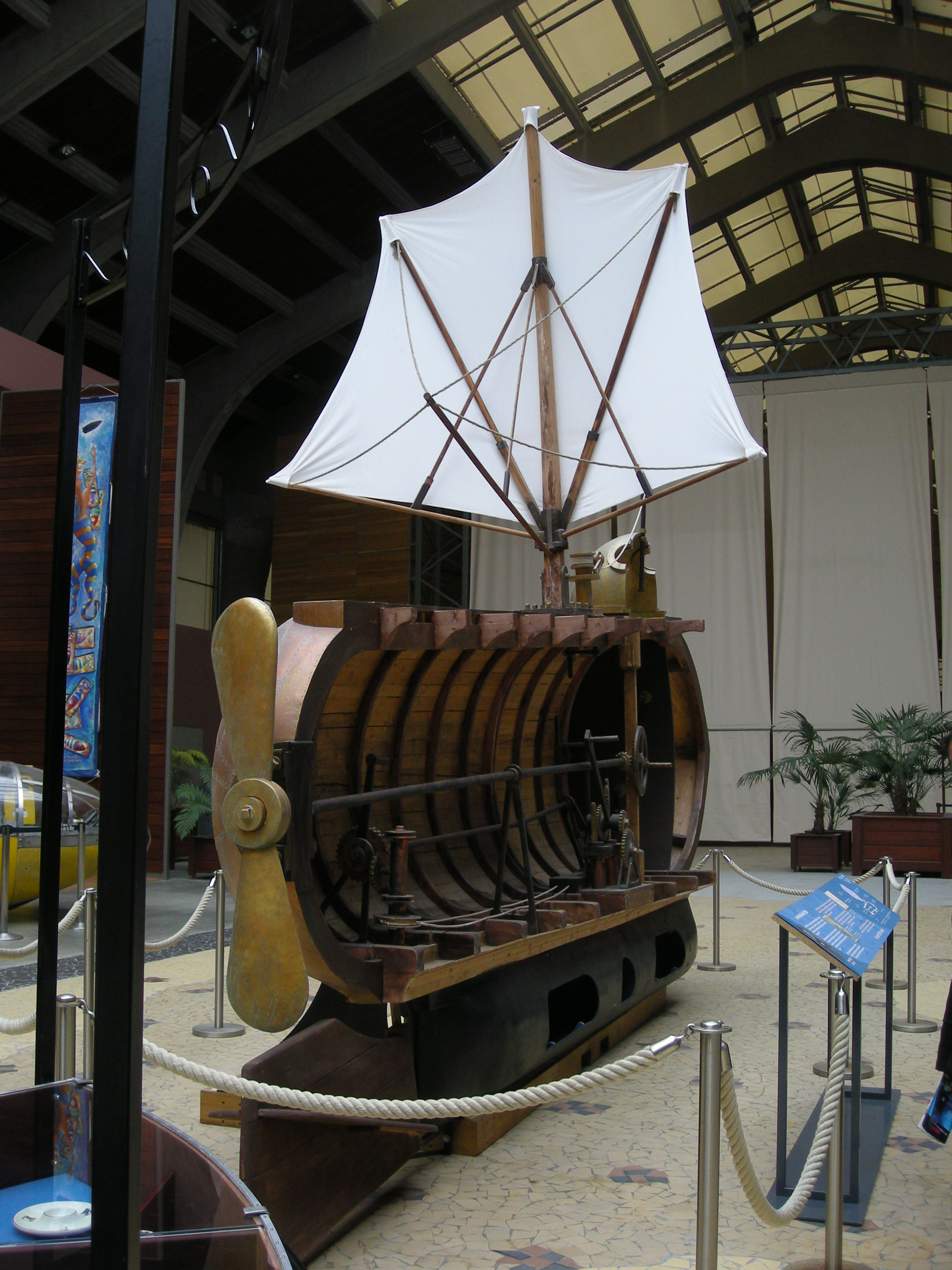
Reproduction du Nautilus à la Cité de la Mer de Cherbourg

- 16 novembre : première édition du New-York Evening Post par Alexander Hamilton.

## Naissances
- 8 septembre : Byron Kilbourn, (décède le 6 décembre 1870), était un géomètre-expert américain, directeur de chemin de fer, et personnalité politique qui a été une importante figure de la fondation de Milwaukee.

#### Articles généraux
- Histoire des États-Unis de 1776 à 1865
- Évolution territoriale des États-Unis
- Histoire de la Louisiane
- Réfugiés français de Saint-Domingue en Amérique

#### Articles sur l'année 1801 aux États-Unis
- Guerre de Tripoli